# Somma della conoscenza salvifica
L'opera "Somma della conoscenza salvifica", composta e pubblicata in Scozia da David Dickson (1583-1662) e James Durham (1622-1658) intorno al 1650 ed inclusa per decreto della Chiesa di Scozia nelle edizioni scozzesi dei Canoni di Westminster (1688), è un manuale catechistico di istruzione nelle fondamenta della fede cristiana riformata.
Esso risponde all'esigenza formulata nel 1639 dall'Assemblea generale della Chiesa di Scozia a che ciascun ministro di Dio provveda, oltre al sermone domenicale, anche un'attività settimanale di catechesi. L'Assemblea generale del 1649 istruisce di fatto i ministri di Dio a far sì che la catechesi sia occasione di presentare "in breve i punti principali della conoscenza salvifica". Il famoso predicatore scozzese Robert Murray McCheyne (1813-1843) testimonia come fosse stata proprio quest'opera a portarlo per la prima volta ad una chiara comprensione dell'Evangelo. L'opera viene raccomandata non solo nel contesto propriamente catechistico, ma anche come sintetica guida alle basi dell'Evangelo che può essere usata con profitto da chi vuole esplorare per la prima volta il contenuto della dottrina cristiana. La "Somma" è raccomandata pure ai ministri di Dio, i quali possono trovarvi un'utile sintesi delle basi della fede come pure essere modello per predicatori e studenti di teologia.
Il suo titolo completo è: "Breve somma della dottrina cristiana contenuta nelle Sacre Scritture e suo uso pratico, presentata nella Confessione di fede e catechismi concordati dall'Assemblea dei teologi riuniti a Westminster ed accolta dall'Assemblea generale della Chiesa di Scozia".
Accompagnato al titolo, nella prima pagina, vi è il testo di Giovanni 6:37: "Tutto quello che il Padre mi dà verrà a me; e colui che viene a me, io non lo caccerò fuori". La "Somma" è un riassunto chiaro, utile e fedele di ciò che insegnano il Catechismo abbreviato, il Catechismo maggiore e  la Confessione di fede di Westminster sulla via della salvezza. La dottrina rispecchia la teologia federale. La "Somma" presenta il succo della dottrina del Catechismo abbreviato in modo tale da rifletterne il linguaggio stesso. Quasi ogni linea ne include la sostanza di una domanda del Catechismo. Il primo paragrafo, per esempio, riassume le domande 4-8 del Catechismo.